# Horia Tecău
Horia Tecău (Costanza, 19 gennaio 1985) è un allenatore di tennis ed ex tennista rumeno che ha ottenuto i suoi maggiori successi nel doppio, specialità in cui ha conquistato 38 titoli nel circuito maggiore ed è stato numero 2 del mondo nel novembre 2015. Attualmente è il capitano della squadra femminile rumena in Billie Jean King Cup.

## Carriera
Nel triennio 2010-2012 ha raggiunto la finale del Torneo di Wimbledon in coppia con Robert Lindstedt, venendo sconfitto da Jürgen Melzer e Philipp Petzschner in tre set, quindi da Bob Bryan e Mike Bryan sempre in tre set e infine da Jonathan Marray e Frederik Nielsen al 5º set. È riuscito finalmente a conquistare il torneo nel 2015, in coppia con Jean-Julien Rojer, battendo in finale Jamie Murray e John Peers. Insieme a Rojer si è imposto anche nelle ATP World Tour Finals 2015 e negli US Open 2017.
Con il connazionale Florin Mergea si è aggiudicato il torneo di doppio juniores a Wimbledon nel 2002 e nel 2003 e ha conquistato la medaglia d'argento alle Olimpiadi di Rio de Janeiro del 2016. Nel 2002 ha raggiunto la vetta nella classifica mondiale juniores di doppio e nel 2003 ha esordito nella squadra rumena di Coppa Davis.
Nel 2021 ha giocato con Kevin Krawietz e ha chiuso la carriera con la partecipazione alle ATP Finals. La coppia tedesco-rumena non è riuscita a passare il girone ma ha chiuso con una vittoria contro Marcel Granollers e Horacio Zeballos. Al momento del ritiro era ancora numero 18 del ranking e campione in carica dell'Halle Open.

## Statistiche

### Doppio

#### Vittorie (38)
| Legenda                        |
| Grande Slam (2)                |
| ATP World Tour Finals (1)      |
| ATP World Tour Master 1000 (3) |
| ATP World Tour 500 Series (10) |
| ATP World Tour 250 Series (22) |

| N.  | Data              | Torneo                                      | Superficie  | Compagno          | Avversari in finale                   | Punteggio           |
| 1.  | 18 gennaio 2010   | Heineken Open, Auckland                     | Cemento     | Marcos Daniel     | Marcelo Melo Bruno Soares             | 7-5, 6-4            |
| 2.  | 12 aprile 2010    | Grand Prix Hassan II, Casablanca (1)        | Terra rossa | Robert Lindstedt  | Rohan Bopanna Aisam-ul-Haq Qureshi    | 6–2, 3–6, [10–7]    |
| 3.  | 21 giugno 2010    | UNICEF Open, 's-Hertogenbosch (1)           | Erba        | Robert Lindstedt  | Lukáš Dlouhý Leander Paes             | 1–6, 7–5, [10–7]    |
| 4.  | 19 luglio 2010    | Swedish Open, Båstad (1)                    | Terra rossa | Robert Lindstedt  | Andreas Seppi Simone Vagnozzi         | 6–4, 7–5            |
| 5.  | 30 agosto 2010    | Pilot Pen Tennis, New Haven (1)             | Cemento     | Robert Lindstedt  | Rohan Bopanna Aisam-ul-Haq Qureshi    | 6–4, 7–5            |
| 6.  | 6 febbraio 2011   | PBZ Zagreb Indoors, Zagabria (1)            | Cemento (i) | Dick Norman       | Marcel Granollers Marc López          | 6–3, 6–4            |
| 7.  | 26 febbraio 2011  | Abierto Mexicano Telcel, Acapulco           | Terra rossa | Victor Hănescu    | Marcelo Melo Bruno Soares             | 6–1, 6–3            |
| 8.  | 9 aprile 2011     | Grand Prix Hassan II, Casablanca (2)        | Terra rossa | Robert Lindstedt  | Colin Fleming Igor Zelenay            | 6–2, 6–1            |
| 9.  | 17 luglio 2011    | Swedish Open, Båstad (2)                    | Terra rossa | Robert Lindstedt  | Simon Aspelin Andreas Siljeström      | 6-3, 6-3            |
| 10. | 28 aprile 2012    | BRD Năstase Țiriac Trophy, Bucarest (1)     | Terra rossa | Robert Lindstedt  | Jérémy Chardy Łukasz Kubot            | 7-6(2), 6-3         |
| 11. | 23 giugno 2012    | UNICEF Open, 's-Hertogenbosch (2)           | Erba        | Robert Lindstedt  | Juan Sebastián Cabal Dmitrij Tursunov | 6-3, 7-6(1)         |
| 12. | 15 luglio 2012    | Swedish Open, Båstad (3)                    | Terra rossa | Robert Lindstedt  | Alexander Peya Bruno Soares           | 6-3, 7-6(5)         |
| 13. | 19 agosto 2012    | Cincinnati Open, Cincinnati                 | Cemento     | Robert Lindstedt  | Mahesh Bhupathi Rohan Bopanna         | 6-4, 6-4            |
| 14. | 27 aprile 2013    | BRD Năstase Țiriac Trophy, Bucarest (2)     | Terra rossa | Maks Mirny        | Lukáš Dlouhý Oliver Marach            | 4–6, 6–4, [10–6]    |
| 15. | 22 giugno 2013    | TOPSHELF Open, 's-Hertogenbosch (3)         | Erba        | Maks Mirny        | Andre Begemann Martin Emmrich         | 6-3, 7-6(4)         |
| 16. | 6 ottobre 2013    | China Open, Pechino (1)                     | Cemento     | Maks Mirny        | Fabio Fognini Andreas Seppi           | 6-4, 6-2            |
| 17. | 9 febbraio 2014   | PBZ Zagreb Indoors, Zagabria (2)            | Cemento (i) | Jean-Julien Rojer | Philipp Marx Michal Mertiňák          | 3-6, 6-4, [10-2]    |
| 18. | 12 aprile 2014    | Grand Prix Hassan II, Casablanca (3)        | Terra rossa | Jean-Julien Rojer | Tomasz Bednarek Lukáš Dlouhý          | 6-2, 6-2            |
| 19. | 27 aprile 2014    | BRD Năstase Țiriac Trophy, Bucarest (3)     | Terra rossa | Jean-Julien Rojer | Mariusz Fyrstenberg Marcin Matkowski  | 6-4, 6-4            |
| 20. | 21 giugno 2014    | Topshelf Open, 's-Hertogenbosch (4)         | Erba        | Jean-Julien Rojer | Santiago González Scott Lipsky        | 6-3, 7-6(3)         |
| 21. | 3 agosto 2014     | Citi Open, Washington                       | Cemento     | Jean-Julien Rojer | Samuel Groth Leander Paes             | 7-5, 6-4            |
| 22. | 28 settembre 2014 | Shenzhen Open, Shenzhen                     | Cemento (i) | Jean-Julien Rojer | Samuel Groth Chris Guccione           | 6-4, 7-6(4)         |
| 23. | 5 ottobre 2014    | China Open, Pechino (2)                     | Cemento     | Jean-Julien Rojer | Julien Benneteau Vasek Pospisil       | 6(6)-7, 7-5, [10-5] |
| 24. | 26 ottobre 2014   | Valencia Open 500, Valencia                 | Cemento (i) | Jean-Julien Rojer | Kevin Anderson Jérémy Chardy          | 6-4, 6-2            |
| 25. | 15 febbraio 2015  | ABN AMRO World Tennis Tournament, Rotterdam | Cemento (i) | Jean-Julien Rojer | Jamie Murray John Peers               | 3-6, 6-3, [10-8]    |
| 26. | 11 luglio 2015    | Torneo di Wimbledon, Londra                 | Erba        | Jean-Julien Rojer | Jamie Murray John Peers               | 7-6(5), 6-4, 6-4    |
| 27. | 22 novembre 2015  | ATP World Tour Finals, Londra               | Cemento (i) | Jean-Julien Rojer | Rohan Bopanna Florin Mergea           | 6–4, 6–3            |
| 28. | 25 aprile 2016    | BRD Năstase Țiriac Trophy, Bucarest (4)     | Terra rossa | Florin Mergea     | Chris Guccione André Sá               | 7-5, 6-4            |
| 29. | 8 maggio 2016     | Mutua Madrid Open, Madrid (1)               | Terra rossa | Jean-Julien Rojer | Rohan Bopanna Florin Mergea           | 6-4, 7-6(5)         |
| 30. | 4 marzo 2017      | Dubai Tennis Championships, Dubai (1)       | Cemento     | Jean-Julien Rojer | Rohan Bopanna Marcin Matkowski        | 4-6, 6-3, [10-3]    |
| 31. | 27 maggio 2017    | Geneva Open, Ginevra                        | Terra rossa | Jean-Julien Rojer | Juan Sebastián Cabal Robert Farah     | 2-6, 7-6(9), [10-6] |
| 32. | 25 agosto 2017    | Winston-Salem Open, Winston-Salem (2)       | Cemento     | Jean-Julien Rojer | Julio Peralta Horacio Zeballos        | 6-3, 6-4            |
| 33. | 9 settembre 2017  | US Open, New York                           | Cemento     | Jean-Julien Rojer | Feliciano López Marc López            | 6-4, 6-3            |
| 34. | 3 marzo 2018      | Dubai Tennis Championships, Dubai (2)       | Cemento     | Jean-Julien Rojer | James Cerretani Leander Paes          | 6-2, 7-6(2)         |
| 35. | 24 agosto 2018    | Winston-Salem Open, Winston-Salem (3)       | Cemento     | Jean-Julien Rojer | James Cerretani Leander Paes          | 6-4, 6-2            |
| 36. | 12 maggio 2019    | Mutua Madrid Open, Madrid (2)               | Terra rossa | Jean-Julien Rojer | Diego Schwartzman Dominic Thiem       | 6-2, 6-3            |
| 37. | 27 ottobre 2019   | Swiss Indoors, Basilea                      | Cemento (i) | Jean-Julien Rojer | Taylor Fritz Reilly Opelka            | 7-5, 6-3            |
| 38. | 20 giugno 2021    | Halle Open, Halle                           | Erba        | Kevin Krawietz    | Félix Auger-Aliassime Hubert Hurkacz  | 7-6(4), 6-4         |

#### Finali perse (24)
| Legenda                   |
| Grande Slam (3)           |
| ATP World Tour Finals (0) |
| Giochi olimpici (1)       |
| ATP Master 1000 (3)       |
| ATP Tour 500 (10)         |
| ATP Tour 250 (7)          |

| N.  | Data             | Torneo                                                        | Superficie  | Compagno          | Avversari in finale                  | Punteggio                     |
| 1.  | 24 maggio 2009   | Interwetten Austrian Open Kitzbühel, Kitzbühel                | Terra rossa | Andrei Pavel      | Marcelo Melo André Sá                | 7-6(9), 2-6, [7-10]           |
| 2.  | 20 luglio 2009   | Mercedes Cup, Stoccarda                                       | Terra rossa | Victor Hănescu    | František Čermák Michal Mertiňák     | 5-7, 4-6                      |
| 3.  | 5 luglio 2010    | Torneo di Wimbledon, Londra (1)                               | Erba        | Robert Lindstedt  | Jürgen Melzer Philipp Petzschner     | 1–6, 5-7, 5-7                 |
| 4.  | 10 gennaio 2011  | Brisbane International, Brisbane                              | Cemento     | Robert Lindstedt  | Lukáš Dlouhý Paul Hanley             | 4-6, rit.                     |
| 5.  | 18 giugno 2011   | UNICEF Open, 's-Hertogenbosch                                 | Erba        | Robert Lindstedt  | Daniele Bracciali František Čermák   | 3-6, 6-2, [8-10]              |
| 6.  | 2 luglio 2011    | Torneo di Wimbledon, Londra (2)                               | Erba        | Robert Lindstedt  | Bob Bryan Mike Bryan                 | 3-6, 4-6, 6(2)-7              |
| 7.  | 7 agosto 2011    | Legg Mason Tennis Classic, Washington (1)                     | Cemento     | Robert Lindstedt  | Nenad Zimonjić Michaël Llodra        | 7-6(3), 6(6)-7, [7-10]        |
| 8.  | 9 ottobre 2011   | China Open, Pechino                                           | Cemento     | Robert Lindstedt  | Nenad Zimonjić Michaël Llodra        | 6(2)-7, 6(4)-7                |
| 9.  | 19 febbraio 2012 | ABN AMRO World Tennis Tournament, Rotterdam (1)               | Cemento (i) | Robert Lindstedt  | Nenad Zimonjić Michaël Llodra        | 6-4, 5-7, [14-16]             |
| 10. | 13 maggio 2012   | Mutua Madrid Open, Madrid                                     | Terra blu   | Robert Lindstedt  | Marcin Matkowski Mariusz Fyrstenberg | 3-6, 4-6                      |
| 11. | 7 luglio 2012    | Torneo di Wimbledon, Londra (3)                               | Erba        | Robert Lindstedt  | Jonathan Marray Frederik Nielsen     | 6-4, 4-6, 6(5)-7, 7-6(5), 3-6 |
| 12. | 12 gennaio 2013  | Apia International Sydney, Sydney (1)                         | Cemento     | Maks Mirny        | Bob Bryan Mike Bryan                 | 4-6, 4-6                      |
| 13. | 3 marzo 2013     | Delray Beach International Tennis Championships, Delray Beach | Cemento     | Maks Mirny        | Jack Sock James Blake                | 4-6, 4-6                      |
| 14. | 16 febbraio 2014 | ABN AMRO World Tennis Tournament, Rotterdam (2)               | Cemento (i) | Jean-Julien Rojer | Michaël Llodra Nicolas Mahut         | 2-6, 6(4)-7                   |
| 15. | 18 gennaio 2015  | Apia International Sydney, Sydney (2)                         | Cemento     | Jean-Julien Rojer | Daniel Nestor Rohan Bopanna          | 4-6, 6(5)-7                   |
| 16. | 23 maggio 2015   | Open de Nice Côte d'Azur, Nizza                               | Terra rossa | Jean-Julien Rojer | Mate Pavić Michael Venus             | 6(4)-7, 6-2, [8-10]           |
| 17. | 12 agosto 2016   | Tennis ai Giochi della XXXI Olimpiade, Rio de Janeiro         | Cemento     | Florin Mergea     | Marc López Rafael Nadal              | 2-6, 6-3, 4-6                 |
| 18. | 21 agosto 2016   | Western & Southern Open, Cincinnati                           | Cemento     | Jean-Julien Rojer | Ivan Dodig Marcelo Melo              | 6(5)-7, 7-6(5), [6-10]        |
| 19. | 4 novembre 2018  | Rolex Paris Masters, Parigi                                   | Cemento (i) | Jean-Julien Rojer | Marcel Granollers Rajeev Ram         | 4-6, 4-6                      |
| 20. | 17 febbraio 2019 | ABN AMRO World Tennis Tournament, Rotterdam (3)               | Cemento (i) | Jean-Julien Rojer | Jérémy Chardy Henri Kontinen         | 6(5)-7, 6(4)-7                |
| 21. | 4 agosto 2019    | Citi Open, Washington (2)                                     | Cemento     | Jean-Julien Rojer | Raven Klaasen Michael Venus          | 6-3, 3-6, [2-10]              |
| 22. | 7 marzo 2021     | ABN AMRO World Tennis Tournament, Rotterdam (4)               | Cemento (i) | Kevin Krawietz    | Nikola Mektić Mate Pavić             | 6(7)-7, 2-6                   |
| 23. | 25 aprile 2021   | Barcelona Open Banc Sabadell, Barcellona                      | Terra rossa | Kevin Krawietz    | Robert Farah Juan Sebastián Cabal    | 4-6, 2-6                      |
| 24. | 18 luglio 2021   | Hamburg European Open, Amburgo                                | Terra rossa | Kevin Krawietz    | Tim Pütz Michael Venus               | 3–6, 7–6(3), [8–10]           |

### Doppio misto

#### Vittorie (1)
| Tornei del Grande Slam  |
| ----------------------- |
| Australian Open (1)     |
| Open di Francia (0)     |
| Torneo di Wimbledon (0) |
| US Open (0)             |

| N. | Anno            | Torneo                     | Superficie | Compagna              | Avversari in finale        | Punteggio        |
| 1. | 29 gennaio 2012 | Australian Open, Melbourne | Cemento    | Bethanie Mattek-Sands | Elena Vesnina Leander Paes | 6–3, 5–7, [10–3] |

#### Finali perse (2)
| Tornei del Grande Slam  |
| ----------------------- |
| Australian Open (2)     |
| Open di Francia (0)     |
| Torneo di Wimbledon (0) |
| US Open (0)             |

| N. | Data            | Torneo                         | Superficie | Compagna        | Avversari in finale               | Punteggio        |
| 1. | 26 gennaio 2014 | Australian Open, Melbourne (1) | Cemento    | Sania Mirza     | Kristina Mladenovic Daniel Nestor | 3–6, 2–6         |
| 2. | 31 gennaio 2016 | Australian Open, Melbourne (2) | Cemento    | Coco Vandeweghe | Elena Vesnina Bruno Soares        | 4–6, 6–4, [5–10] |

## Risultati in progressione
| Sigla | Risultato               |
| ----- | ----------------------- |
| V     | Vincitore               |
| F     | Finalista               |
| SF    | Semifinalista           |
| O     | Oro olimpico            |
| A     | Argento olimpico        |
| SF    | Bronzo olimpico         |
| QF    | Quarti di Finale        |
| 4T    | Quarto turno            |
| 3T    | Terzo turno             |
| 2T    | Secondo turno           |
| 1T    | Primo turno             |
| RR    | Round Robin             |
| LQ    | Turno di qualificazione |
| A     | Assente                 |
| ND    | Non disputato           |

| Legenda superfici    |
| -------------------- |
| Cemento              |
| Terra battuta        |
| Erba                 |
| Superficie variabile |

### Doppio
| Tornei Grande Slam            |     |               |               |               |      |               |               |               |     |               |               |               |               |       |
| Australian Open, Melbourne    | A   | 3T            | 2T            | 1T            | SF   | 2T            | 2T            | SF            | QF  | 3T            | 2T            | 1T            | 2T            | 20-12 |
| Open di Francia, Parigi       | 2T  | 2T            | 1T            | QF            | 2T   | 2T            | 3T            | SF            | 2T  | 3T            | A             | QF            | 3T            | 21-12 |
| Wimbledon, Londra             | Q1  | 3T            | F             | F             | F    | 3T            | 3T            | V             | 1T  | 1T            | A             | QF            | ND            | 30-9  |
| US Open, New York             | 2T  | 2T            | 3T            | QF            | 3T   | 1T            | 3T            | QF            | 3T  | V             | 2T            | 1T            | SF            | 25-12 |
| Vittorie-Sconfitte            | 2-2 | 6-4           | 8-4           | 11-4          | 12-4 | 4-4           | 7-4           | 16-3          | 6-4 | 10-3          | 2-2           | 6-4           | 6-3           | 96-45 |
| Torneo di Fine Anno           |     |               |               |               |      |               |               |               |     |               |               |               |               |       |
| ATP World Tour Finals, Londra | A   | A             | A             | RR            | RR   | A             | RR            | V             | A   | RR            | A             | RR            |               | 8-12  |
| Vittorie-Sconfitte            | 0-0 | 0-0           | 0-0           | 1-2           | 1-2  | 0-0           | 0-3           | 5-0           | 0-0 | 0-3           | 0-0           | 1-2           | 0-0           | 8-12  |
| Giochi Olimpici               |     |               |               |               |      |               |               |               |     |               |               |               |               |       |
| Giochi Olimpici               | A   | Non disputati | Non disputati | Non disputati | 1T   | Non disputati | Non disputati | Non disputati | F-A | Non disputati | Non disputati | Non disputati | Non disputati | 4-2   |
| Vittorie-Sconfitte            | 0-0 | Non disputati | Non disputati | Non disputati | 0-1  | Non disputati | Non disputati | Non disputati | 4-1 | Non disputati | Non disputati | Non disputati | Non disputati | 4-2   |

### Doppio misto
| Tornei Grande Slam         |               |               |               |               |     |               |               |               |     |               |               |               |               |       |
| Australian Open, Melbourne | A             | A             | A             | SF            | V   | 1T            | F             | 1T            | F   | 2T            | A             | 1T            | A             | 16-7  |
| Open di Francia, Parigi    | A             | A             | 1T            | 2T            | 2T  | 2T            | 2T            | SF            | 1T  | A             | A             | A             | ND            | 7-7   |
| Wimbledon, Londra          | A             | A             | 2T            | A             | 1T  | QF            | 3T            | QF            | 2T  | A             | A             | A             | ND            | 6-6   |
| US Open, New York          | A             | A             | 1T            | 1T            | 1T  | 1T            | 1T            | QF            | A   | SF            | A             | A             | ND            | 5-6   |
| Vittorie-Sconfitte         | 0-0           | 0-0           | 1-3           | 4-3           | 7-4 | 3-4           | 8-4           | 7-3           | 3-3 | 4-2           | 0-0           | 0-1           | 0-0           | 34-26 |
| Giochi Olimpici            |               |               |               |               |     |               |               |               |     |               |               |               |               |       |
| Giochi Olimpici            | Non disputati | Non disputati | Non disputati | Non disputati | A   | Non disputati | Non disputati | Non disputati | QF  | Non disputati | Non disputati | Non disputati | Non disputati | 1-1   |
| Vittorie-Sconfitte         | Non disputati | Non disputati | Non disputati | Non disputati | 0-0 | Non disputati | Non disputati | Non disputati | 1-1 | Non disputati | Non disputati | Non disputati | Non disputati | 1-1   |